# Ted van de Pavert
Ted van de Pavert (* 6. Januar 1992 in Doetinchem, Gelderland) ist ein ehemaliger niederländischer Fußballspieler.

## Karriere

### Verein
Van de Paverts Karriere begann 2010 bei der Profimannschaft seines Jugendvereins BV De Graafschap aus Doetinchem. Dort spielte er bis 2016 in 136 Spielen und wechselte anschließend zu PEC Zwolle. Dort unterschrieb er einen Dreijahresvertrag, innerhalb dessen er für ein Jahr zu NEC Nijmegen ausgeliehen wurde. Nach seinem zweiten Vertragsjahr wechselte van de Paverts 2018 zurück zu seinem Heimatverein nach Doetichem. Sein dortiger Vertrag endete im Juli 2022 und der Abwehrspieler wechselte weiter zum Ligarivalen Roda JC Kerkrade. Dort beendet er ein Jahr später seine Karriere und kehrte daraufhin zu seinem Jugendverein BV De Graafschap zurück, wo er eine Trainerstelle im Jugendbereich übernahm.

### Nationalmannschaft
Am 6. Februar 2013 absolvierte van de Paverts ein Testspiel für die niederländische U-20 Nationalmannschaft gegen Irland. Bei der 0:3-Niederlage in Dublin wurde er in der Halbzeit für Stefano Denswil eingewechselt.